# Sphaeren
Sphaeren er en dansk rap-gruppe fra København, der består af rapper og producer Supardejen, rapper Stik Op Jakob og DJ Muggz Roadie. Før Sphaeren dannede Supardejen og Stik Op Jakob gruppen Kongen & Knægten, der opnåede en 3. plads til DM i rap 1996. Siden 2001 har Sphaeren stået bag en lang række udgivelser og koncerter, bl.a. som en del af holdet omkring pladeselskabet og kollektivet Helt Sikkert Records.
Gruppen er især kendt for sine minimalistiske produktioner og tekster med fokus på lige dele rimteknik og historiefortælling.
I 2009 udgav gruppen afskedsalbummet Ud Af Vagten for herefter at fokusere på andre musikalske projekter både sammen og med andre musikere. I 2013 udkom Stumper & Stykker, der er en slags "lost tapes" med ikke-udgivne numre fra 1997-2011, og i 2015 fulgte comebackalbummet Indviet med bidrag fra en lang række producere.

## Udgivelser
- (1997) Kongen & Knægten - De Verbale Kannibaler
- (1998) Kongen & Knægten - Med Liv Og Lyst
- (2001) Kugleregn
- (2002) KBH pt II 12"
- (2004) Ord Jeg Forstår
- (2006) Overskud
- (2009) Ud Af Vagten
- (2013) Stumper & Stykker
- (2015) Indviet
- (2024) Retrospekt